# Понтуаз
Понтуа́з (фр. Pontoise, собственно «мост через Уазу»; лат. Pontisara, Pons Isarae, Brivisara, Briva Isarae, Pontesia, Pons Esiae) — северо-западный пригород Парижа, который с 1964 года является административным центром департамента Валь-д’Уаз. Население: 27 494 жителя (1999).
Понтуаз — столица исторической области Вексен — был присоединён к королевскому домену в 1064 году и играл особо видную роль во время Столетней войны, когда его дважды захватывали англичане. В XVI и XVII веках в Понтуазе не раз проходили заседания Парижского парламента. Город сильно пострадал во время Франко-прусской и Второй мировой войн.
Церковь Сен-Маклу (возведённая в 1966 году в ранг собора), несмотря на свой ажурный позднеготический фасад, была в основном построена в XII веке и частью перестроена в эпоху ренессанса.
В Понтуазе в монастыре босых кармелиток 18 апреля 1618 года умерла и была похоронена «мать и основательница Кармеля во Франции» — блаженная Мария Воплощения.
В течение семнадцати лет в Понтуазе жил и работал импрессионист Камиль Писсарро (1830—1903), творчеству которого здесь посвящён отдельный музей. Также здесь более полувека жил и творил до самой смерти испанский живописец-реалист Луис Аранда Хименес (1845—1928).
Среди других известных уроженцев Понтуаза — французский автогонщик, пилот Формулы-1, двукратный чемпион Формулы E Жан-Эрик Вернь (род. 1990).